# Eparchie Imaculada Conceição in Prudentópolis
De eparchie Imaculada Conceição in Prudentópolis (Latijn: Eparchia Immaculatae Conceptionis Prudentopolitana Ucrainorum) is een rooms-katholieke eparchie met als zetel Prudentópolis, in Brazilië. De eparchie is suffragaan aan de aartseparchie São João Batista em Curitiba.

## Geschiedenis
De eparchie werd opgericht op 12 mei 2014, uit delen van de aartseparchie São João Batista em Curitiba. 

## Parochies
De eparchie had in 2021 80.150 inwoners, verspreid over 12 parochies.

## Bisschoppen
- Meron Mazur (12 mei 2014 - heden)

São João Batista em Curitiba (aartseparchie) · Imaculada Conceição in Prudentópolis